# Monument de Svetozar Miletić à Novi Sad
Le monument de Svetozar Miletić à Novi Sad (en serbe cyrillique : Споменик Светозара Милетића у Новом Саду ; en serbe latin : Spomenik Svetozara Miletića u Novom Sadu) est une statue en bronze située à Novi Sad, la capitale de la province autonome de Voïvodine, en Serbie. L'œuvre est inscrite sur la liste des monuments culturels de grande importance de la République de Serbie (identifiant n° SK 1165),.
Le monument est situé sur le Trg slobode (la « place de la Liberté »), dans le quartier de Stari grad, le plus central de la ville, et constitue un hommage à Svetozar Miletić (1826-1901), l'une des personnalités politiques serbes les plus importantes de la période austro-hongroise dans la ville.

## Présentation

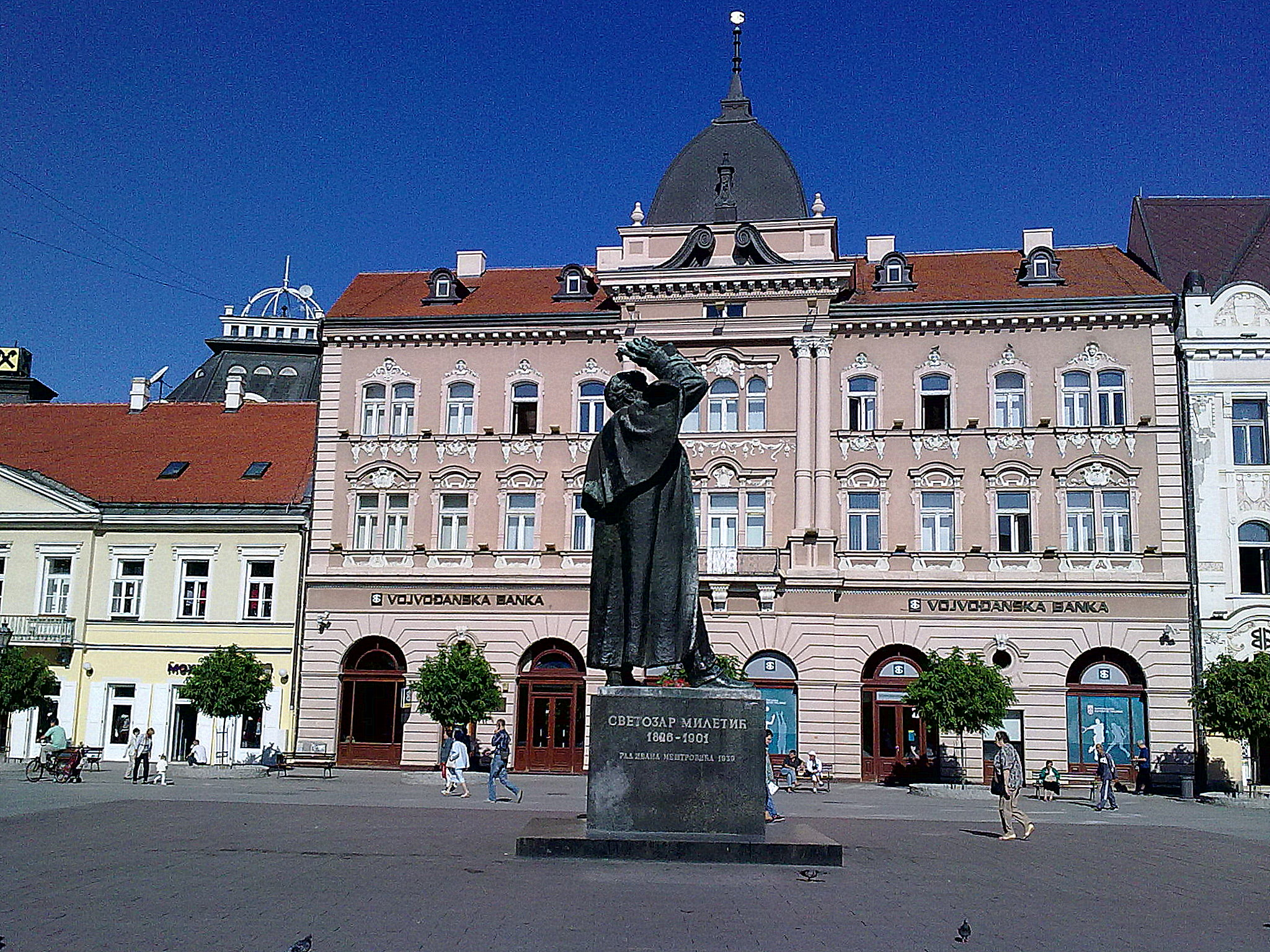
Le monument dans le contexte de la place de Liberté

La statue est une création du sculpteur croate Ivan Meštrović (1883-1962) ; elle a été conçue comme une sculpture monumentale et a été inaugurée en 1939. L'œuvre en bronze, haute de 5 m, représente Miletić tête nue et en cape, avec la main droite levée ; elle repose sur socle carré en granite gris. La stylisation contribue au caractère statique de l'ensemble qui fait fi des détails réalistes et confère au personnage une attitude à la fois dynamique et méditative.
Pendant la Seconde Guerre mondiale, la statue a été retirée de la place à l'initiative de l'historien, philosophe et écrivain Vasa Stajić avant d'être remise en place après la guerre,.

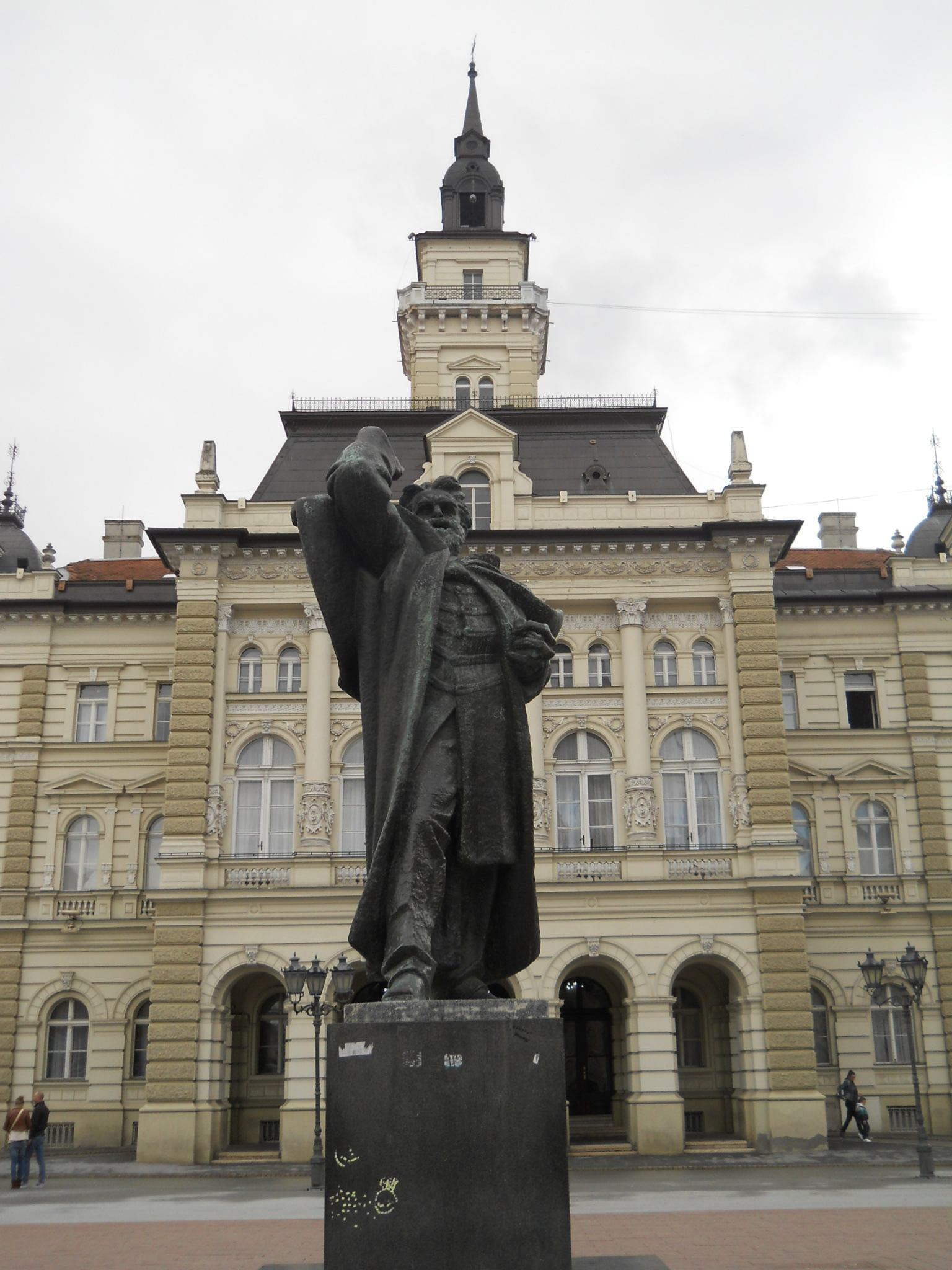
Le monument, en arrière-plan l'Hôtel de ville de Novi Sad